# Barabás Lőrinc
Barabás Lőrinc (Budapest, 1983. március 10. –) magyar dzsessztrombitás, zeneszerző.

## Tanulmányai
Tizenkét éves korától kezdve a budapesti Szabolcsi Bence Zeneiskola fúvós tanszakának tanulójaként trombitázni tanult. Zenei tanulmányait a Kőbányai Zenei Stúdió dzsessztrombita szakán folytatta 1999 és 2001 között, majd 2002-ben felvételt nyert a Liszt Ferenc Zeneművészeti Egyetem dzsessz-szakára, ahol 2006-ban dzsessztrombita-tanár és előadóművész diplomát szerzett, tanára Nemes Krisztina és Fekete-Kovács Kornél volt. 2011-ben részt vett a SAE Institute Electronic Music Production Course nevű képzésén New Yorkban, az USA-ban.

## Pályafutása

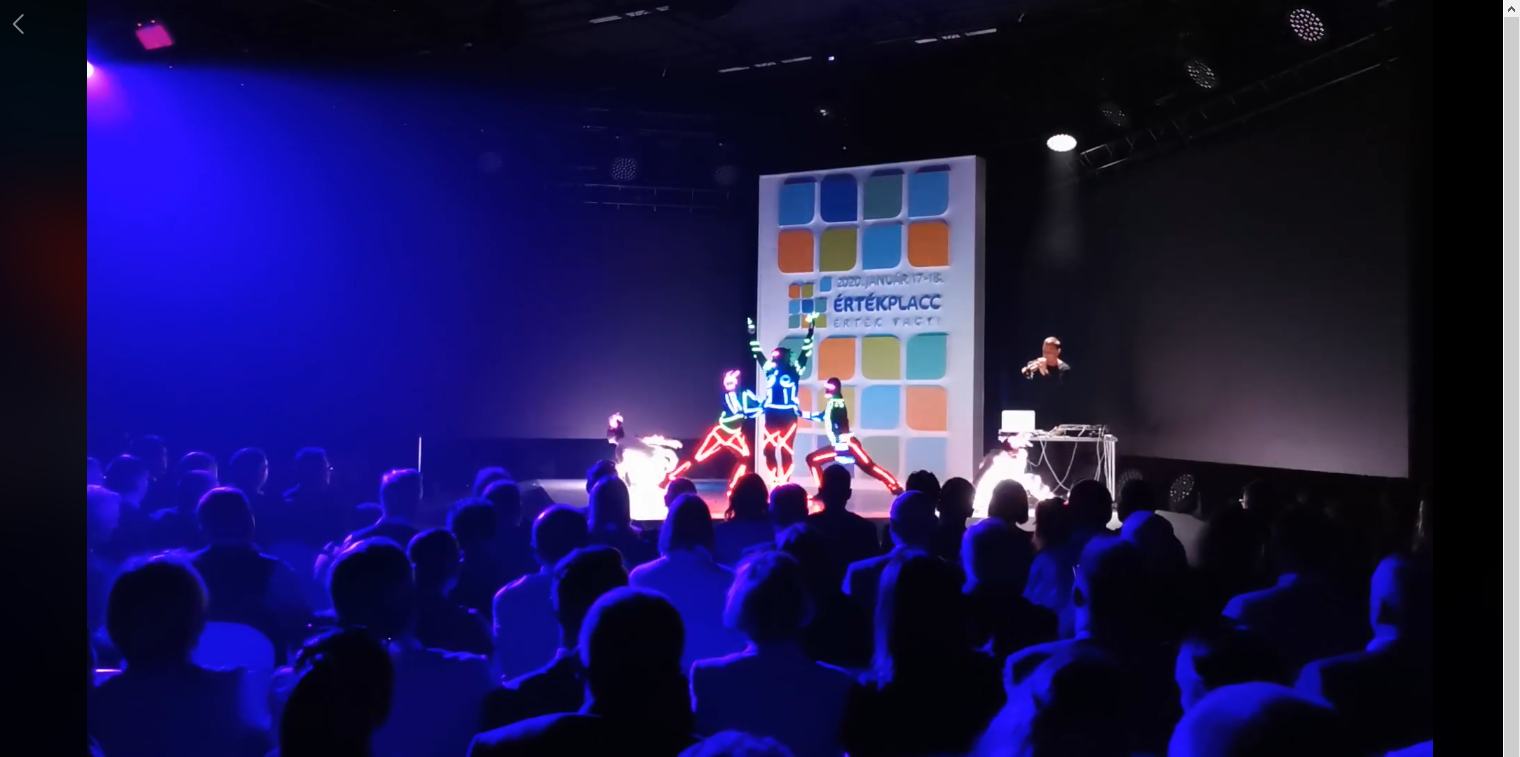
Fényerő és hangsúly

Egyetemi évei alatt több zenekarral is koncertezett, többek között a Soulwhat formációval, akikkel Hongkongban és az ausztráliai Noosa Jazz Fesztiválon is felléptek, valamint az Uptown Felaz zenekarral, akikkel 2005-ben elnyerték a Magyar Filmszemle Legjobb Filmzenei díját, a Kész Cirkusz című film (rendező: Dyga Zsombor) zenéjéért.
2005-től 2009-ig tagja volt az Irie Maffia zenekarnak, akikkel 2008-ban a Fel a Kezekkel című albumon működött közre. Hangszeres előadóként rendszeresen lépett fel olyan Dj-kkel, mint Dr. Dermot, Suhaid, Palotai és Cadik. 2005 és 2010 között Random Szerda néven vezetett heti improvizatív klubestet Budapesten, ahol hétről hétre változó felállásban szabadzenélős esteket tartottak. (Lámpás Klub, A38, Take Five). Ezekből az estekből 2008-ban egy válogatás lemezt adott ki Small Talk címmel.
2005-ben saját zenekart alapított jazz-funk-pop stílusban, Barabás Lőrinc Eklektric néven, mely a 2010-es fennállásáig két lemezt (Ladal 2007, Trick 2009) is megjelentetett. 
2009-2010 között Londonban élt, ahol Randomlive néven vezetett improvizatív klubestet a shoreditch-i Bedroom Barban.
Az Eklektric sikerét követően irányt váltott. Érdeklődése az elektronikus zenei hangzásokra irányult. 2011-ben a New York-i SAE Institute elektronikus zenei producer kurzusán vett részt. Hazatérve loop stationnel kezdett kísérletezni, melynek segítségével trombitája hangját sokszorozza meg különböző zenei funkciókban. A három sávos loop stationre írt albuma Sastra címmel 2013 májusában jelent meg, melynek zenei anyagából néhány szerzemény az Élet a Dunán című (rendező: Somogyvári Gergő) dokumentumfilmben is szerepelt. A 2015 őszén bemutatott Elevator Dance Music című album anyaga már egy új zenei irányt képvisel. Instrumentális, elektronikus zene, melyben a zenei alapok mellé Barabás Lőrinc billentyűkön, trombitán, looperen és effekteken szólaltatja meg egyedül dalait.

### Elevator Dance Music
Barabás Lőrinc számos formációban játszott már idehaza és külföldön egyaránt. Új albuma, az Elevator Dance Music egy új zenei irányt képvisel.
A groove-os, ritmusos tánczene a '80-as évek electro-pop hangulatát idézi, keverve a trombita tört, türelmetlen témáival. A hangszínek és stílusok egyvelege, az electro funk felvillanyozó kisülései és a ritmikus témák, arpeggiók energikus klubzenévé állnak össze.

## Barabás Lőrinc Quartet
Nevével fémjelzett Quartetjét 2015-ben alapította meg.
A Barabás Lőrinc Quartet popos jazz világa izgalmas instrumentális zene elektronikus fűszerezéssel. Groove-os ritmusok, lüktető basszusfutamok, a szintetizátor és a trombita megannyi hangszíne a 70-es évek improvizatív jazzrock stílusjegyeivel átitatott sajátos zenei irányt teremt.
A zenekar tagjai: Barabás Lőrinc (trombita), Cséry Zoltán (billentyűk), Herr Attila (basszusgitár), Nagy Zsolt (dob).

## Zenekarai
- 2005–2010 Random Szerda
- 2005–2008 The Uptown Felaz
- 2005–2008 Irie Maffia
- 2005–2010 Barabás Lőrinc Eklektric
- 2015 Barabás Lőrinc Quartet

## Lemezei
- 2007 Eklektric – Ladal
- 2008 Barabás Lőrinc Random Szerda: Small Talk
- 2009 Eklektric – Trick
- 2013 Sastra
- 2015 Elevator Dance Music
- 2018 Other than unusal
- 2021 Open

## Díjai
- 2005. A Kész Cirkusz c. film a 36. Magyar Filmszemlén elnyerte a legjobb filmzenének járó díjat, a zeneszerzésben Barabás Lőrinc is közreműködött
- 2010. Kiemelkedő művészeti tevékenységért járó Márciusi Ifjak Díj[2]